# Южный Урал (хоккейный клуб)
«Южный Урал» — хоккейная команда из города Орска (Оренбургская область). Основан в 1958 году как «Спортивный клуб Южного Урала». Выступает во Всероссийской хоккейной лиге.
Домашние матчи проводит во дворце спорта «Юбилейный» (вместимость: 4 500 мест). С конца 2000-х клубным талисманом является степной хорёк Степан Хорьков, а с 12 мая 2016 года хорёк присутствует на логотипе.

## История
В Орск хоккей с шайбой пришёл в конце пятидесятых годов. В сезоне 1959/60 команда Южно-Уральского машиностроительного завода «Южуралмаш» взяла старт в чемпионате РСФСР, где заняла 5 место из 7 команд. Через два года заводскому спортклубу присвоено название «Южный Урал» и команда выступает в первом эшелоне отечественного хоккея. В дальнейшем, с сезона 1964/65 по 1970/71 — играет в классе «Б». Затем во Второй лиге. В 1993 году «Южный Урал» попадает в Высшую лигу, а весной 1996 года на время прекращает своё существование. Появляется объединённая команда «НОСТА — Южный Урал», составленная на базе коллективов Орска и Новотроицка и существовавшая в таком виде до сезона 2000/2001. В сезоне 1998/99 она выигрывает финальный турнир Высшей лиги. В сезоне 1999/2000 команда дошла до финала Кубка Федерации, где в решающей игре уступила столичным «Крыльям Советов».
Первым орчанином — мастером спорта СССР стал защитник Валерий Костин, получивший это звание, выступая за воскресенский «Химик» в семидесятые годы. Среди воспитанников орского хоккея Райхан Куканов, Роберт Мурдускин, Анатолий Панферов, Владимир Любкин, Вадим Епанчинцев, Виталий Мишанин, Виталий Казарин. В составе молодёжной сборной России выступал Михаил Глухов.
В сезоне 2011/12 двое орчан стали чемпионами России среди юношей 1997 г. р. — Дюкарев Владислав и Артём Икамацких, которые участвовали в финале клубных команд в составе «Автомобилиста» из Екатеринбурга. В сезоне 2012/2013 Артём Икамацких стал двукратным чемпионом России в финале чемпионата России среди юношей 1997 года рождения в составе «Трактора» из Челябинска.

## Достижения
Кубок РСФСР по хоккею с шайбой
- Финалист: 1991
- Четвертьфиналист ВХЛ: 2014/2015

## Главные тренеры команды
- Грохольский, Константин Трофимович?
- Бовдуй, Виталий Михайлович (1968—1972)
- Мальцев, Юрий Иванович (1972—1977)[1]
- Костин, Валерий Михайлович (1978—1979)?[2]
- Поляков, Эдуард Николаевич (1979—1980)
- Старков, Виктор Николаевич (1982—1985)
- Галямин, Олег Алексеевич (1986—1987)
- Фёдоров, Альберт Викторович (1987—1990)
- Красев, Николай Иванович (1990—1994)
- Тремаскин, Валерий Михайлович (1994—1996)
- Куканов, Райхан Матишевич (1996—2000)
- Ламерт, Анатолий Осипович (2001)
- Гильманов, Марат Газимович (2001—2002)
- Пережогин, Юрий Николаевич (2002/03, до 5 ноября)
- Гильманов, Марат Газимович (5 ноября 2002 — 2003)
- Масленников, Игорь Валентинович (2003—2004)
- Галямин, Олег Алексеевич (2004—2007)
- Мышагин, Николай Иванович (2007/08, до 5 ноября)
- Пережогин, Юрий Николаевич (5 ноября 2007 — 2008)

| Годы                           | Тренер             |
| ------------------------------ | ------------------ |
| 2008—2010                      | Кирдяшов Андрей    |
| 2010—2013                      | Зиновьев Евгений   |
| 2013 — 28 ноября 2013          | Чистяков Анатолий  |
| 29 ноября 2013 — март 2015     | Кирдяшов Андрей    |
| 2 апреля — сентябрь 2015       | Мартемьянов Андрей |
| 6 октября 2015 — 5 ноября 2016 | Руслан Сулейманов  |
| С 5 ноября 2016                | Зиновьев Евгений   |
| 21 ноября 2021                 | Виталий Казарин    |
| 1 июня 2023                    | Владислав Отмахов  |

## Факты
- 25 марта 2010 года «Южный Урал» и «Ижсталь» установили рекорд, проведя самый длинный матч в истории российского хоккея продолжительностью 119 минут 10 секунд (по другим данным 119 минут и 1 секунда — 0:1), побив предыдущий рекорд, принадлежавший «Ак Барсу» и «Барысу» и составлявший 110 минут 39 секунд[3].
- В сезоне 2014—2015 в игре с ХК «Липецк» забили 3 шайбы, играя в меньшинстве[4].